# Ediciones El Viso
Ediciones El Viso es una empresa española especializada en la edición de libros de arte, arquitectura e interiorismo y monografías empresariales 

## Origen y trayectoria
Fundada en 1981 por Santiago Saavedra ha publicado más de 1.900 libros que abarcan formatos como catálogos de exposiciones, guías, monografías de fotografía, diseño, arquitectura, paisajismo, catálogos razonados, publicaciones de colecciones de arte y libros de carácter institucional. 
La empresa se inició en el mundo editorial con la publicación de La historia de la fotografía en España. Desde sus orígenes hasta 1900, una obra del hispanista e historiador Lee Fontanella (Connecticut, Estados Unidos, 1941). 
La editorial está situada en la calle Madre De Dios 17, 280016. Madrid.

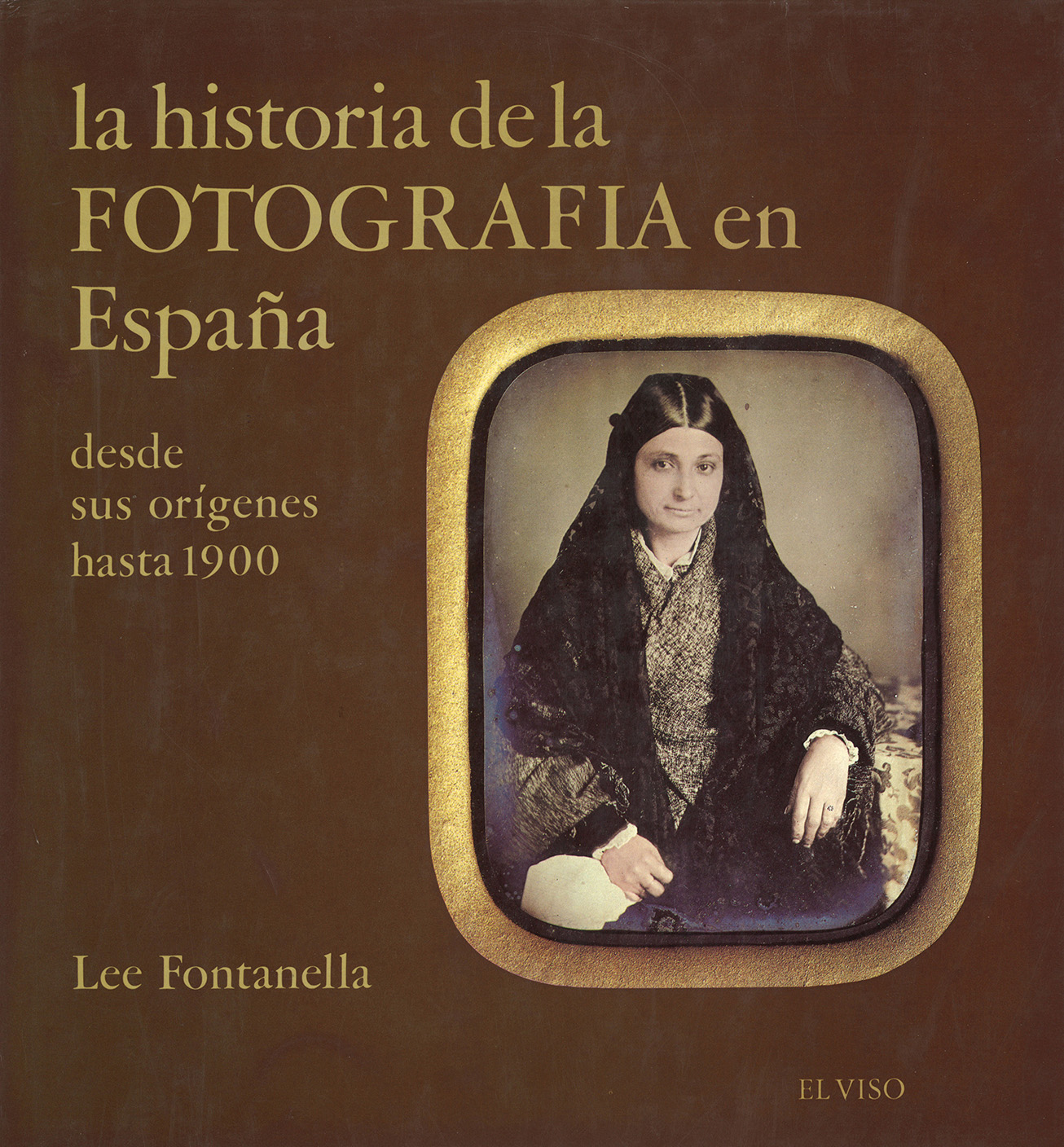
Historia de la Fotografía en España, primer libro editado por El Viso

## Publicaciones destacadas
A lo largo de 42 años, Ediciones El Viso ha publicado libros centrados en la creación plástica. Uno de ellos es el catálogo (Velázquez) que acompañó a la exposición que sobre el pintor sevillano programó en 1990 el Museo del Prado. Acerca del libro, Francisco Calvo Serraller (1948-2018), crítico de arte del periódico El País, escribió en su reseña de la muestra: 

Unas palabras finales sólo para señalar que el catálogo, cuyo contenido científico -con excelentes estudios de A. Pérez-Sánchez, Julián Gállego y A. Domínguez Ortiz- y factura -Ediciones El Viso- son españoles, es de una calidad como para sentirse orgullosos

 De la obra se vendieron sobre 300.000 ejemplares.

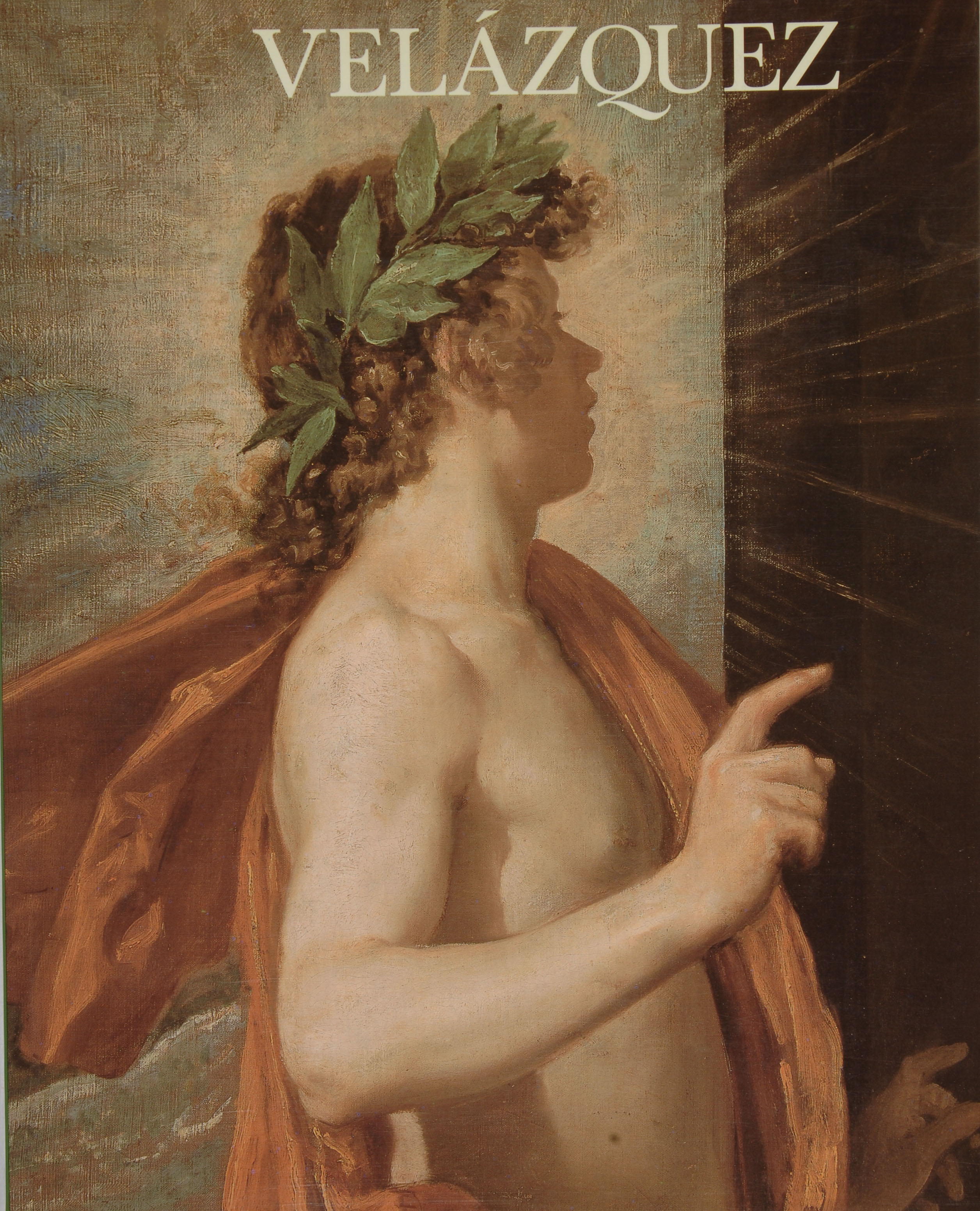
Portada del catálogo de la muestra sobre Velázquez en el Museo del Prado (1990).

Otros libro editados son Al-Andalus. Las artes islámicas de España (1992), una exhibición programada entre el Metropolitan Museum of Art de Nueva York y la propia Alhambra, Ciudades del Siglo de Oro. Las vistas españolas de Anton van den Wyngaerde (1986), que recopila los dibujos que el artista flamenco plasmó entre 1562 y 1570 —por encargo de Felipe II— de las principales ciudades y pueblos españoles, y el catálogo (El griego de Toledo, 2014) con motivo del IV centenario de la muerte del Greco. Durante 2018 editó Cartas al Rey. La mediación humanitaria de Alfonso XIII en la Gran Guerra. El relato y las palabras de una exposición en el Palacio Real de Madrid que contaba la historia de la oficina de rescate de prisioneros que el monarca creó en la Primera Guerra Mundial y que salvó a miles de civiles y militares.

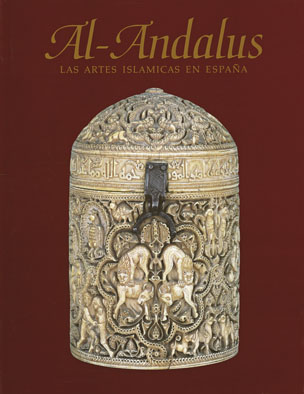
Portada del catálogo de la exposición Al-Andalus en el MET (1992).

Actualmente, la editorial distribuye sus publicaciones a través de 8.000 librerías (Rizzoli, Louvre, National Gallery de Washington, Museo del Prado) situadas en 18 países. Sus principales mercados son Francia, Estados Unidos, España y México.

## Expansión internacional
Desde los años 80, Ediciones El Viso edita libros para 17 museos como el Metropolitan Museum of Art de Nueva York, la National Gallery (Washington), el Meadows Museum (Dallas), la Hispanic Society of America (Nueva York), el Museo de San Diego, el Louvre o el Museo del Prado. 
En 2012 abrió delegación en la Ciudad de México (Ediciones El Viso América). Desde entonces ha publicado allí más de 50 títulos que reflejan sus tres principales áreas de actividad: libros de arte destinados a exposiciones, publicaciones para empresas y guías. En esta sede editaron, por ejemplo, México 1900-1950 (2017), Pinta la revolución (2017) y la guía (2018) del Museo Palacio de Bellas Artes. Todo ello fruto del trabajo con instituciones como Fomento Cultural Banamex, Banco del Norte, Museo Nacional de Bellas Artes, Nacional Monte Piedad o el Museo Dolores Olmedo.

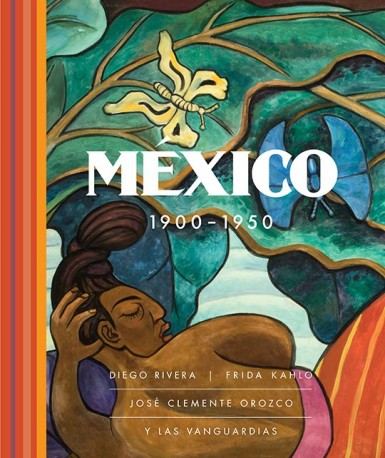
Portada del catálogo de la exposición México 1900 - 1950 en el Museo de Dallas (2017).

En febrero de 2019 inauguraron su oficina en París (Éditions El Viso). El proyecto arrancó con una colaboración junto al Louvre: la edición de la colección Solo, cuatro libros que analizan y explican otras tantas obras de la pinacoteca francesa. 
En el año 2019, Ediciones El Viso trabaja en el catálogo razonado de Joaquín Sorolla (1863-1923), cinco volúmenes, el primero de los cuales incluye todas las piezas que forman parte de la colección del Museo Sorolla en Madrid.

## Premios
- 1982. Premio Hartmann otorgado por la Generalitat de Catalunya a las reproducciones del libro y Mención especial Grand Prix du Livre de Photografia, Arlés (Francia) por Historia de la fotografía en España. Desde sus orígenes hasta 1900. ISBN: 978-84-86022-00-2
- 1983. Premio libro mejor editado, modalidad libros de arte, bibliofilia y facsímiles otorgado por el Ministerio de Cultura (España) por La caza en el arte español. ISBN: 978-84-86022-01-0
- 1985. Premio libro mejor editado, modalidad libros de arte, bibliofilia y facsímiles otorgado por el Ministerio de Cultura (España)  por Canal Imperial de Aragón. ISBN: 978-84-86022-10-5
- 1987. Premio libro mejor editado, modalidad obras generales y de divulgación otorgado por el Ministerio de Cultura (España) por Ciudades del Siglo de Oro. Las vistas españolas de Anton van den Wyngaerde. ISBN:978-84-95241-60-3
- 1988. Premio libro mejor editado, modalidad obras generales y de divulgación otorgado por el Ministerio de Cultura (España) por La caza en la historia del dibujo occidental. Siglo XI-XVIII. ISBN:978-84-86022-26-6
- 1990. Quinto premio libro mejor editado, modalidad obras generales y de divulgación otorgado por el Ministerio de Cultura (España) por Moxos. Descripciones exactas e historia fiel de los indios, animales y plantas de la provincia de Moxos en el virreinto del Peru por Lázaro de Ribera 1786-1794. ISBN: 978-84-86022-34-7
- 1991. Premio libro mejor editado, modalidad libros de arte, bibliofilia y facsímiles otorgado por el Ministerio de Cultura (España) por Iconografía de Sevilla 1650–1790. ISBN: 978-84-86022-35-2
- 1993. Premio libro mejor editado, modalidad libros de arte, bibliofilia y facsímiles otorgado por el Ministerio de Cultura (España) por La imagen romántica de la Alhambra. ISBN: 978-84-86022-62-4
- 1993. Premio ASDA al mejor catálogo de arte por Goya. El capricho y la invención. ISBN: 978-84-87317-25-1
- 2000. Primer premio libro mejor editado modalidad libros de arte, bibliofilia y facsímiles otorgado por el Ministerio de Cultura (España) por Sevilla La Vieja. Un paseo histórico por las ruinas de Itálica. ISBN: 978-84-89895-04-1
- 2000. Premio American Graphic Design Award for Communication and Graphic Design por Juan Muñoz. ISBN:978-84-95241-01-3
- 2000. Primer Premio al mejor libro del Ohio Museum Association’s Visual Communications Awards Program por Dresden in the Ages of Splendor and Enlightenment. Eighteenth-Century Paintings from the old Masters Picture Gallery. ISBN: 978-0918881373
- 2002. Primer premio libro mejor editado, modalidad libros de investigación y erudición otorgado por el Ministerio de Cultura (España) por El traje y los tipos sociales en El Quijote. ISBN: 978-84-95241-17-7
- 2002. Premio libro mejor editado, modalidad libros de arte, bibliofilia y facsímiles otorgado por el Ministerio de Cultura (España) por Monasterios Iberoamericanos. ISBN: 978-84-95241-19-1
- 2009. Premio libro mejor editado, modalidad libros de arte, bibliofilia y facsímiles otorgado por el Ministerio de Cultura (España) por Entre dioses y hombres. Esculturas clásicas del Albertinun de Dresde y el Museo del Prado. ISBN: 978-84-95241-59-7
- 2010. Premio libro mejor editado, modalidad libros de arte, bibliofilia y facsímiles otorgado por el Ministerio de Cultura (España) por Álbum Alcubierre. Dibujos (Fundación Arte Hispánico, producido por Ediciones El Viso). ISBN: 978-84-93726-00-3
- 2011. Premio libro mejor editado, modalidad libros de arte, bibliofilia y facsímiles otorgado por el Ministerio de Cultura (España) por Los juguetes de las vanguardias (Ediciones el Viso para Fundación Museo Picasso Málaga). ISBN: 978-84-937233-5-4
- 2011. segundo premio modalidad libros de bibliofilia mejor editados por el Ministerio de Cultura (España) por Bibliotheca Artis. Tesoros de la Bibliotecas del Museo del Prado (en coedición con el Museo Nacional del Prado).ISBN: 978-84-95241-76-4